# Жылкайдаров, Сакен Егинбаевич
Сакен Егинбаевич Жылкайдаров (1956—2015) — казахстанский политический и хозяйственный деятель.

## Биография
Происходит из племени жалайыр Старшего жуза.
После окончания средней школы поступил в Казахский политехнический институт, который закончил в 1978 году. Работал мастером литейного цеха завода свинцовых аккумуляторов города Талдыкоргана, инженером-технологом Талды-Курганского свинцово-аккумуляторного завода.
В 1979 году перешёл на комсомольскую работу. Был секретарём комитета комсомола в профессионально-техническом училище.
В 1981 году, переехав в Алма-Ату стал работать инструктором Алма-Атинского обкома ЛКСМ Казахстана, секретарём Советского райкома ЛКСМ Казахстана.
С 1983 года — на партийной работе: инструктор Советского райкома партии. В 1987 году заканчивает Алма-Атинскую высшую партийную школу. В 1988—1991 годах — секретарь парткома ПО «Алмаатагортеплокоммунэнерго».
В 1993—1996 годах — заместитель главы администрации, акима Медеуского района Алматы.
Главный специалист Государственной комиссии по контролю за рациональным использованием цветных и черных металлов Республики Казахстан (1996—1997), коммерческий директор АООТ "Международный автовокзал «Сайран» (1997).
С июня 1997 года — первый заместитель акима города Талдыкоргана. А с марта 1999 года — аким города Талдыкоргана.
В апреле 2011 — январе 2012 года занимал должность заместителя акима Алматинской области.
С января 2012 года по партийному списку «Нур-Отан» стал депутатом Мажилиса парламента Республики Казахстан, член Комитета по финансам и бюджету.

## Награды
Награждён орденом «Курмет», знаком «Алтын Барыс», медалями «Қазақстан Республикасының Тәуелсіздігіне 10 жыл», «Тыңға 50 жыл», «Қазақстан Конституциясына 10 жыл», «Қазақстан Республикасының Тәуелсіздігіне 20 жыл», Благодарственным письмом Президента Казахстана.